# Pierangelo Ghezzi
| Asteroides descubiertos: 17                                            | Asteroides descubiertos: 17 | Asteroides descubiertos: 17 |
| ---------------------------------------------------------------------- | --------------------------- | --------------------------- |
| (8208) Volta                                                           | 28 de febrero de 1995       | [1]                         |
| (8209) Toscanelli                                                      | 28 de febrero de 1995       | [1]                         |
| (11970) Palitzsch                                                      | 4 de octubre de 1994        | [1]                         |
| (12410) Donald Duck                                                    | 26 de septiembre de 1995    | [1]                         |
| (13158) 1995 UE                                                        | 17 de octubre de 1995       | [1]                         |
| (14024) Procol Harum                                                   | 9 de septiembre de 1994     | [1]                         |
| (17740) 1998 BC19                                                      | 27 de enero de 1998         | [2]                         |
| (19398) Creedence                                                      | 2 de marzo de 1998          | [1]                         |
| (24861) 1996 DE1                                                       | 22 de febrero de 1996       | [2]                         |
| (32931) 1995 SY4                                                       | 26 de septiembre de 1995    | [1]                         |
| (33151) 1998 DY11                                                      | 25 de febrero de 1998       | [3]                         |
| (39653) 1995 UC                                                        | 17 de octubre de 1995       | [1]                         |
| (48640) 1995 UD                                                        | 17 de octubre de 1995       | [1]                         |
| (48841) 1998 BB19                                                      | 27 de enero de 1998         | [2]                         |
| (55810) Fabiofazio                                                     | 4 de octubre de 1994        | [1]                         |
| (100711) 1998 BD19                                                     | 27 de enero de 1998         | [2]                         |
| (155410) 1996 CE2                                                      | 15 de febrero de 1996       | [1]                         |
| - [1] con Piero Sicoli - [2] con Augusto Testa - [3] con Marco Cavagna |                             |                             |

Pierangelo Ghezzi (1956) ha descubierto varios asteroides, y forma parte del personal técnico científico del Observatorio Astronómico de Sormano (OAS).

## Descubrimientos
Tiene acreditado el descubrimiento de 17 asteroides por el Centro de Planetas Menores.